# A dalt de l'escala és fosc
A dalt de l'escala és fosc (títol original: The Dark at the Top of the Stairs) és una pel·lícula estatunidenca dirigida per Delbert Mann, estrenada el 1960. Ha estat doblada al català.

## Argument
Després d'un llarg període de dificultats econòmiques que deterioren la seva relació amb Cora, Rubin perd la seva feina. En plena crisi, Cora decideix demanar-li ajuda a la seva germana, encara que aviat descobreix que es troba en una situació sentimental pitjor que la seva. Rubin i Cora hauran de relegar els seus problemes a un segon pla quan s'adonin que la seva filla Renny els necessita: s'està fent una dona i acaba d'enamorar-se.

## Repartiment
- Robert Preston: Rubin Flood
- Dorothy McGuire: Cora Flood
- Eve Arden: Lottie Lacey
- Angela Lansbury: Mavis Pruitt
- Shirley Knight: Reenie Flood
- Lee Kinsolving: Sammy Golden
- Frank Overton: Morris Lacey
- Robert Eyer: Sonny Flood
- Penny Parker: Flirt Conroy
- Ken Lynch: Harry Ralston

## Nominaciones
- Oscar a la millor actriu secundària per Shirley Knight
- Globus d'Or a la millor actriu secundària per Shirley Knight
- Globus d'Or al millor actor secundari per Lee Kinsolving